# Programme intégré de forages océaniques

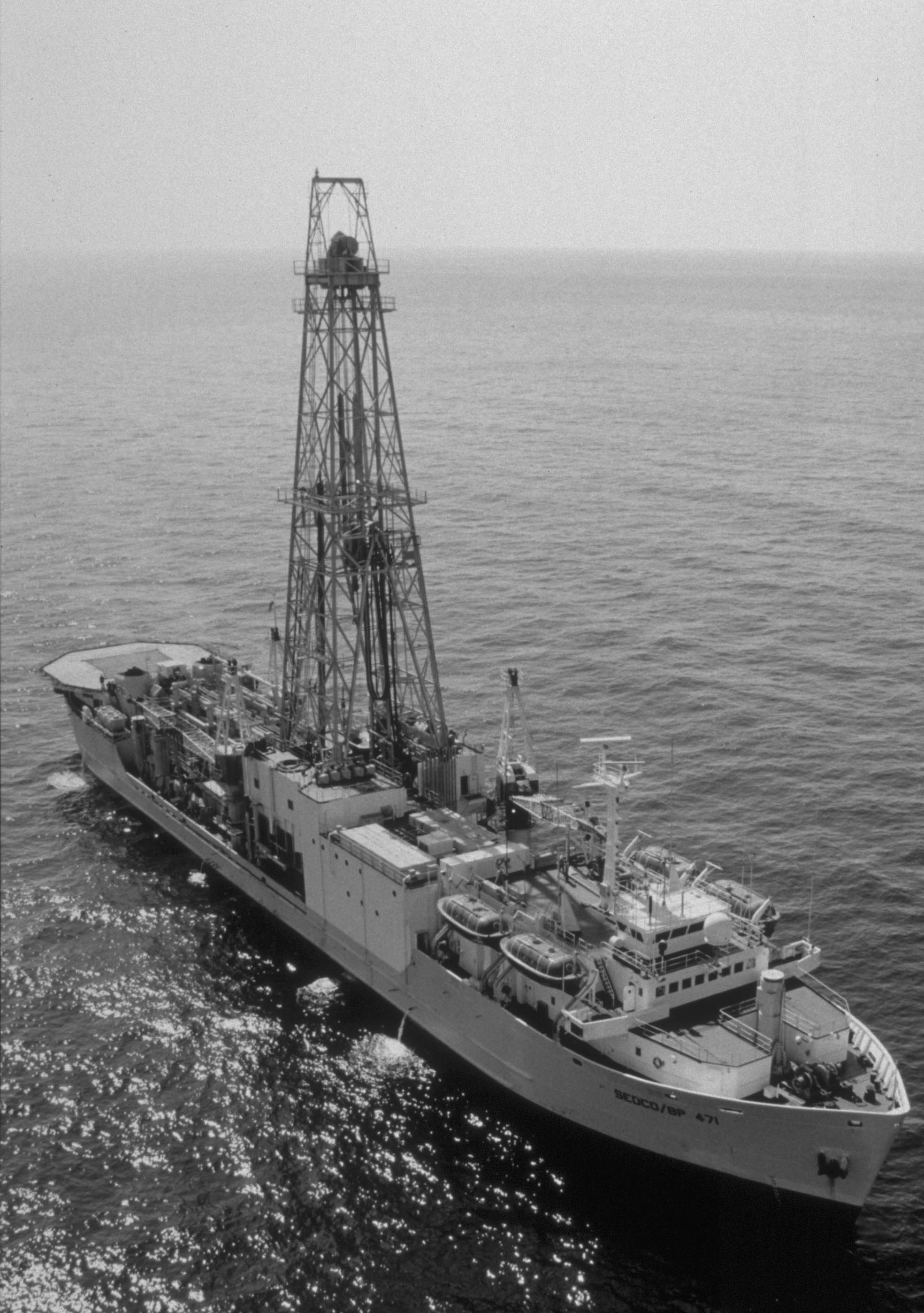
JOIDES Resolution, États-Unis.

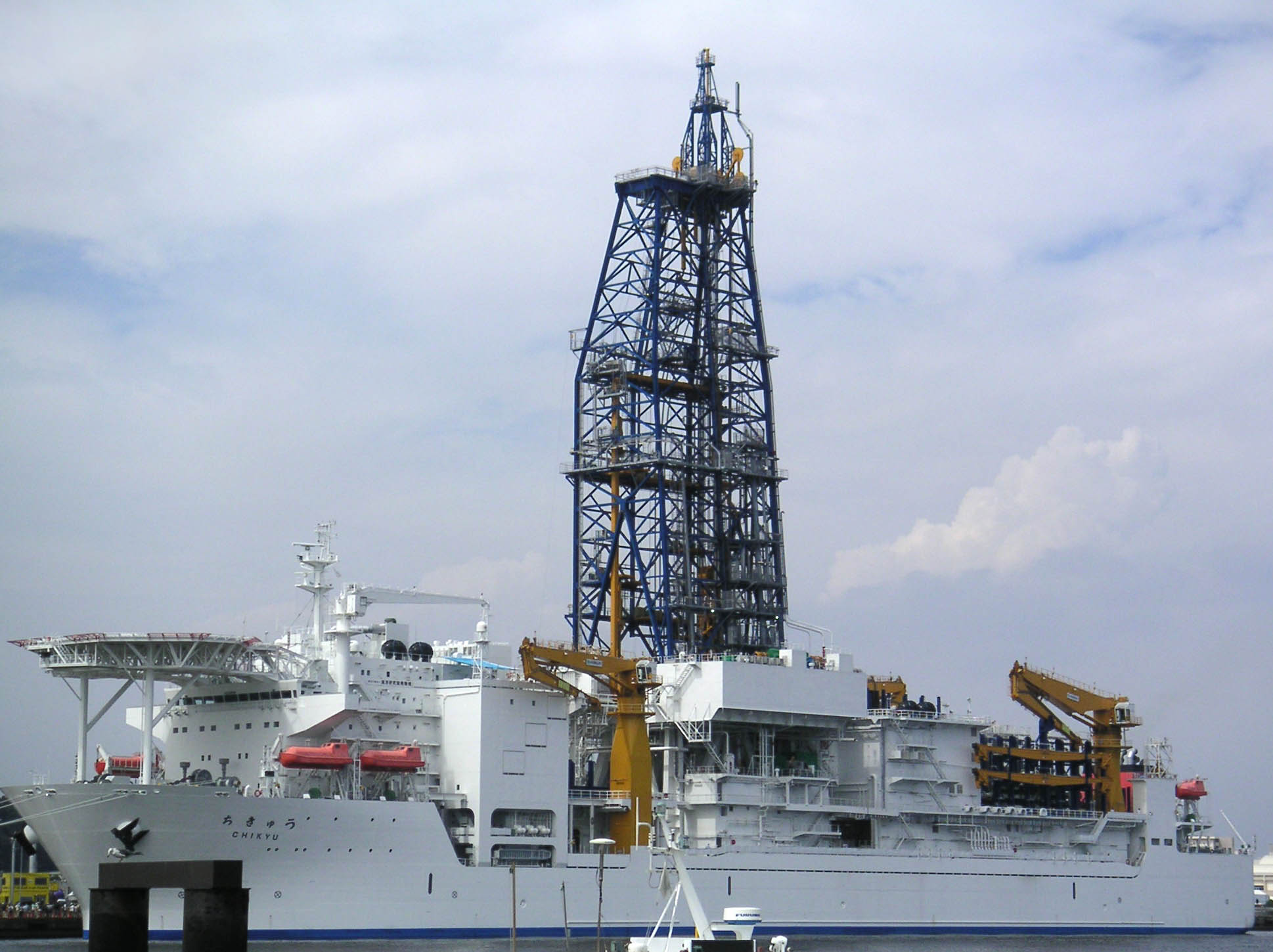
Chikyū, Japon.

Le Programme intégré de forages océaniques (en anglais Integrated Ocean Drilling Program  ou IODP) est un programme scientifique international destiné à l'étude de la géologie sous-marine par la réalisation de forages profonds dans la lithosphère océanique. Il succède à l'Ocean Drilling Program (ODP) au 1er octobre 2003 et regroupe en 2013 sept partenaires émanant des États-Unis et du Japon (organismes directeurs), du consortium européen ECORD (membre contributeur émanant de 13 pays européens), et enfin de la république populaire de Chine, de la Corée du Sud, du consortium Australie-Nouvelle-Zélande et de l'Inde (membres associés).
Les programmes précédents, le Deep Sea Drilling Project (en) et l'Ocean Drilling Program ont apporté de nombreuses informations sur la dynamique intérieure du globe, notamment les processus tectoniques, la circulation thermohaline, les changements climatiques et la formation des bassins océaniques. L'IODP se distingue cependant de ses prédécesseurs par l'utilisation de multiples opérateurs, technologies et plateformes de forage pour prélever des échantillons de roches et de sédiments ainsi que pour déposer du matériel de mesure sous le fond marin. Il s'est concentré sur l'étude des bassins océaniques afin d'étudier l'interdépendance des processus physiques, chimiques et biologiques, avec un accent particulier mis sur les facteurs gouvernant les changements climatiques, la circulation des fluides au sein de l'écorce terrestre, la nature de la vie à la surface et sous la surface de la Terre, et la dynamique de la formation et du recyclage de la troposphère.
L'IODP fait appel à deux navires de forage, le JOIDES Resolution, navire américain dépourvu de riser qui était déjà utilisé dès l'ODP au siècle dernier, et le Chikyu (en), navire japonais équipé de riser, acquis en 2005 pour l'IODP. Le consortium européen ECORD complète le dispositif en commissionnant des navires à la demande en fonction des expéditions.
Les données et les échantillons recueillis sont mis à la disposition des chercheurs et des universitaires sur une base de libre accès après que les chercheurs des missions d'exploration ont terminé leurs travaux initiaux.

## Chronologie des programmes de forage océanique
| Début | Fin  | Nom français                                     | Nom anglais                           | Acronyme | Navires                  |
| ----- | ---- | ------------------------------------------------ | ------------------------------------- | -------- | ------------------------ |
| 1968  | 1983 | Projet de forages marins profonds                | Deep Sea Drilling Project             | DSDP     | Glomar Challenger        |
| 1985  | 2004 | Programme de forages océaniques                  | Ocean Drilling Program                | ODP      | JOIDES Resolution        |
| 2004  | 2013 | Programme intégré de forages océaniques          | Integrated Ocean Drilling Program     | IODP     | JOIDES Resolution Chikyū |
| 2013  |      | Programme international de découverte de l'océan | International Ocean Discovery Program | IODP     | JOIDES Resolution Chikyū |